# 뽕따
뽕따는 빙그레에서 1994년에 출시한 아이스크림이다. 쮸쮸바의 일종으로, 다른 제품들과 달리 따는 곳에 고리가 있어 '툭' 하고 따진다는 것이다. 뽕따라는 이름부터가 이 고리를 이용해 뽕하고 따먹는다는 의미이다.

## 같이 보기
- 빙그레
- 얼음
- 아이스크림